# Provincia de Bình Dương
Binh Duong (en vietnamita: Bình Dương) fue una de las provincias que conformaban la organización territorial de la República Socialista de Vietnam. Existió desde 1997 hasta su fusión con la Ciudad Ho Chi Minh en 2025.

## Geografía
Binh Duong se localiza en la región del Sureste (Đông Nam Bộ). La provincia mencionada posee una extensión de territorio que abarca una superficie de 2.695,5 kilómetros cuadrados.

## Demografía
La población de esta división administrativa es de 915.200 personas (según las cifras del censo realizado en el año 2005). Estos datos arrojan que la densidad poblacional de esta provincia es de 339,53 habitantes por cada kilómetro cuadrado.

## Economía
El área se la considera como poseedora buenas tierras de cultivo, y la agricultura es un sector importante de la provincia. Binh Duong es también el hogar de una importante industria manufacturera, y en el primer semestre de 2004, la provincia tenía el segundo nivel más alto en cuanto a inversión extranjera en Vietnam. Nike, Adidas, H & M y McDonald's han establecido fábricas para la elaboración de bienes que venden localmente y en el extranjero dentro de la provincia.